# 郭绍唐 (龙岩知州)
郭绍唐（？—？），广东揭阳人，是一名清朝政治人物。
郭绍唐曾于光绪五年接替联兴任龙岩州知州一职，光绪五年由刘锡?接任。